# Castillo de Palau-surroca
El Castillo de Palau-surroca se encuentra en el término municipal de Terradas en la provincia de Gerona (Cataluña).

## Descripción
Es un casal fortificado de planta rectangular, documentado desde el siglo XIII. Consta de un edificio con ventanas góticas y un gran patio central rodeado del recinto fortificado con aspilleras y almenas.